# Тайдон
Тайдон — река в Кемеровской области, правый приток реки Томь.
Длина реки составляет 110 км, площадь водосборного бассейна — 2160 км². Среднегодовой расход воды 49,8 м³/с (в районе Медвежки).
Типично горная река. Долина реки пролегает между хребтами Салтымаковский и Тыдын. Впадает в двадцати пяти километрах выше посёлка Крапивинский. Вода реки отличается удивительной чистотой и соответствует стандартам питьевой. Протекает по территории охранной зоны заповедника «Кузнецкий Алатау», созданного в 1989 году.
На реке расположены посёлки Медвежка и Тайдонский.

## Флора и фауна
В Тайдоне водятся хариус и таймень. Ловля тайменя разрешена только по лицензии. Замечен заход нельмы на нерест.
Тайдон несколько лет планомерно зарыбляется хариусом, за первое полугодие 2019 выпущено более 500 тысяч мальков.
Животный мир
Копытные: лось, марал, косуля, северный олень, кабарга; хищные: медведь, волк, лисица, норка, колонок, ласка, выдра, росомаха, рысь, соболь, а также бобр, белка, заяц, летяга, пищуха.

## Бассейн

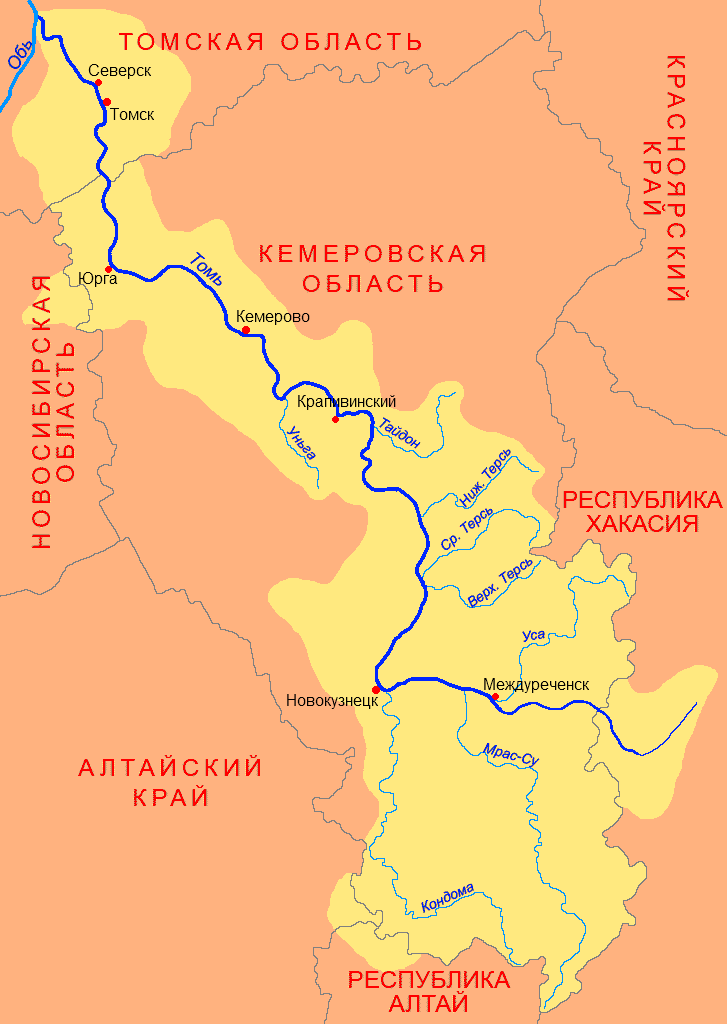
Бассейн Томи

(указано расстояние от устья)
- 13 км: Кучуманда (пр.)
  - 10 км: Шинда
- 18 км: Улуманда (пр.)
- 21 км: Талзас (лев.)
- 37 км: Пегас (Тайденский)
- 38 км: Экербак
  - 5 км: Мутная
- 47 км: Медвежка (лев.)
- 51 км: Саянзас (лев.)
  - 1 км: Ломовая
  - 6 км: Кедровка
  - 26 км: Талановка
- 32 км: Россыпная
- 57 км: Килька (прав.)
- 62 км: Баянзас (лев.)
  - 10 км: Кожухта (прав.)
- 62 км: Эмки (пр.)
- 71 км: Алзас (лев.)
  - 13 км: Полуденный Алзас
- 87 км: Большой Тайдон (лев.)
- 93 км: Староандреевка (пр.)
- 101 км: Малый Тайдон (пр.)

## Гидрометрия
Питание реки смешанное: грунтовое, снеговое, летом и осенью — дождевое. Половодья проходят весной, главным образом в мае, за счет таянию снегов. С июня, уровень сильно падает, и достигает минимума в июле-августе. В сентябре-октябре уровень реки вновь поднимается и связан с осенними осадками. С декабря по март водосброс достигает минимального уровня.
| Средний расход воды (м³/с) реки Тайдон по месяцам с 1941 по 2000 гг. (замеры производились на гидрологическом посту в посёлке Медвежка) |